# Real Club Deportivo Carabanchel
O Real Club Deportivo Carabanchel é um distrito de futebol do clube espanhol histórica Carabanchel na cidade de Madrid, Espanha. Equipamento existente é a terceira mais antiga da capital, após o Real Madrid e Atlético Madrid, o décimo terceiro da Espanha.
Primeira divisão foi conseguido através da Segunda Divisão B do clube e tem repetidamente lutou para promoção a Segunda Divisão.

## História
Real Club Deportivo Carabanchel fundada oficialmente em 08 de setembro em 1906. Ele começou a jogar amistosos contra equipes de esportes da cidade capital de outras nos bairros superior e inferior do distrito.
Em 1916 torna-se presidente Pedro Arranz, que dá à equipe uma carta oficiais. O Carabanchel também assinou o Castellana mesmo ano na Copa Federação, que começa em aa torneio regional. Em 1927 atinge o primeiro clube Regional, e campeão proclamado Castilla a nível amador em 1936, antes do início da Guerra Civil.
Em 1955 a Carabanchel se levantar pela primeira vez em sua história, a Terceira Divisão na Espanha para se tornar um campeão da divisão regional. Na temporada 1966-67, a equipe de Madrid é campeão de sua promoção Terceiro grupo, ea disputa para subir para o segundo Club Deportivo Badajoz, que perdeu.
Durante a 1970 e 1980 em uma crise de esportes da equipe, que não deixa até 1988 quando ele retorna para terceiros. O Carabanchel então experimenta uma melhoria, e se terminar em terceiro lugar no grupo, em Madrid 1990. Depois de várias temporadas irregulares, em 1994-95 o Carabanchel para se qualificar para a segunda fase da promoção para B, acabou caindo para o Cultural Leonesa.
Finalmente, na temporada 1995-96, chegou à Segunda Carabanchel B para terminar em terceiro na temporada regular campeão e seu grupo para a promoção. O clube passou dois anos na categoria de bronze em sua primeira temporada, a equipe de Madrid para entrar em uma boa temporada ao terminar oitavo, mas em 1998 consumir a sua descida para o acabamento junto ao último grupo.
Desde então, a Carabanchel caiu em uma profunda crise económica e esportes até ameaçou a existência do sistema: em 2006 o Terceiro baixo para preto e branco, e sem equipe profissional caiu em 2008 ele Primeiro Regional.
Na temporada 2009/2010, o clube renovou o projeto com uma mudança total do conselho depois de uma moção de censura ea criação de uma equipe para subir para terceira divisão dois anos. Depois de ganhar aumento daquele ano a preferências, na temporada 2010/2011 é conseguido a promoção para a Terceira Divisão, juntamente com o Club Deportivo Colonia Moscardo.
Entre seus rivais históricos são os Club Deportivo Colonia Moscardo, o Club Deportivo Puerta Bonita, e Getafe Club de Fútbol.

## Escudo
O escudo representa a Cruz de Santiago padrão, Carabanchel, eo Crown Royal, concedida por Sua Majestade King Juan Carlos I de Borbón, em 1997, em reconhecimento à história do clube como um dos pioneiros do futebol em Madrid.

## Uniforme
Real Carabanchel escudo na estação 2010-2011 é uma camisa branca e calções pretos e meias, com o patrocínio da limpeza Garro, Joma e Junkers . A evolução da camisa são o revestimento antigo e Cruz de Santiago por trás do escudo atual. Ao mesmo tempo, adicionar o nome do jogador.
O kit de distância é uma camisa, shorts e meias azuis. 
Tem também um kit de terceira camisa, calções e meias vermelhas.

## Estádio
O Carabanchel jogar seus jogos conhecidos Campo de La Mina, com capacidade para 2.000 espectadores. Este estádio é um dos mais antigos da cidade.